# Napeogenes chinia
Napeogenes chinia är en fjärilsart som beskrevs av Herrich-Schäffer 1864. Napeogenes chinia ingår i släktet Napeogenes och familjen praktfjärilar. Inga underarter finns listade i Catalogue of Life.